# Іоан Воїн

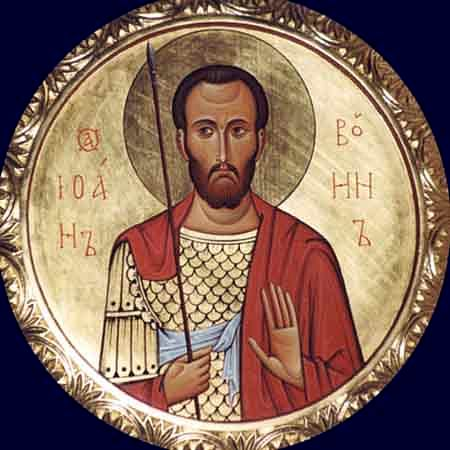

Іоан (укр. Іван) Воїн - християнський святий мученик. Жив в IV столітті. Один з небагатьох ранніх святих, якому приписується слов’янське походження[джерело?].

## Життєпис
Святий Іоан служив в імператорському війську Юліана Відступника. Як і іншим воїнам йому наказували переслідувати і вбивати християн. Однак, усупереч наказу, святий Іоан насправді надавав християнам велику допомогу: кого схопили – звільняв, інших попереджав про небезпеку, сприяв їх втечі. Святий Іоан надавав милосердя не тільки християнам, але і всім бідним і потребуючим допомоги: відвідував хворих, утішав скорботних.

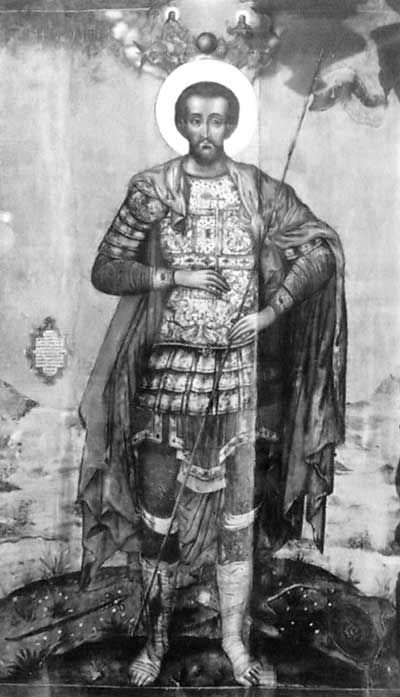

Юліан Відступник дізнався про справи святого та кинув його до темниці.
В 363 році імператор був убитий на війні з персами. Святий Іоан вийшов на свободу і присвятив своє життя служінню ближнім, жив в святості і чистоті. Помер він в глибокій старості.
Рік смерті його точно не відомий, місце поховання святого Іоана поступово було забуте.
Він явився одній благочестивій жінці і вказав на місце свого упокоєння. Невдовзі воно стало відоме в цій окрузі. Знайдені мощі були перенесені до церкви апостола Іоана Богослова в Константинополі. Господь дарував святим мощам Іоана благодатну силу зцілення.

## Шанування
За молитвами святого отримують втіху скривджені і скорботні. В Україні і Росії називався у просторіччі «Аника-воїн»[перевірити]. Особливо святого шанували в Україні. Вшанування його бере початок із часів Київської Русі. Однак, принаймні до XVI ст. культ Іоана Воїна не набував масового характеру.
До Іоана Воїна молилися за людей, які пропали безвісти, з надією, що вони повернуться. Вірили також, що Іоанн Воїн утримує слуг і рабів від утечі. День Іоана Воїна був першим, коли можна було починати сів озимини.
До святого молилися, аби послав хорошу пару для подружнього життя: («Іване Воїне, допоможи мені хорошу пару знайти і все життя у цій парі прожити у радості»).
|                                                                     | «Страждання очистили, зміцнили, піднесли його душу, і в подальші роки свого життя він був істинним християнином. Все своє багатство він роздав для бідних, старанно відвідував хворих і страждущих» |
| — пише про Івана Воїна новомученик Євгеній Поселянин (1870 — 1931). | |

### Кондак
Кондак з ікони Київського Софійського Собору
|  | «О великий і всемилостивий мученик Іоан, дивний і страшний, Небесного Царя воїн! Прийми моління від слуги твого і від правдивої біди, від оманливої людини, від злої крадіжки і майбутньої муки визволи мене, істинно співаючого Тобі: Алилуя!» |

## Іконографія
Найдавніше на сьогодні збережене зображення цього святого на території колишньої Давньоруської держави – фреска на стіні храму Спаса-на Нередиці поблизу Новгорода.
У Київському Софійському соборі знаходиться чудотворна ікона з молитвою та кондаком цьому святому.
Святий Іоан Воїн зображується з непокритою головою з темним волоссям і бородою. Одягнений він в сорочку, штани, нагавиці, лускаті обладунки (означає те, що святий був кінним воїном) і плащ. Трьома незмінними атрибутами Іоана Воїна є хрест (віра, перенесена через всі випробовування), спис (сила, надана Всевишнім Богом в ім'я війни з гріхом і безвір'ям) і щит (Господній захист від будь-яких напастей).

## Пам'ять
Пам'ять здійснюється 12 серпня.